# Petersdorf (Baviera)
Petersdorf es un municipio alemán, ubicado en el distrito de Aichach-Friedberg, en la región administrativa de Suabia, en el Estado federado de Baviera. 